# Барон Килкил

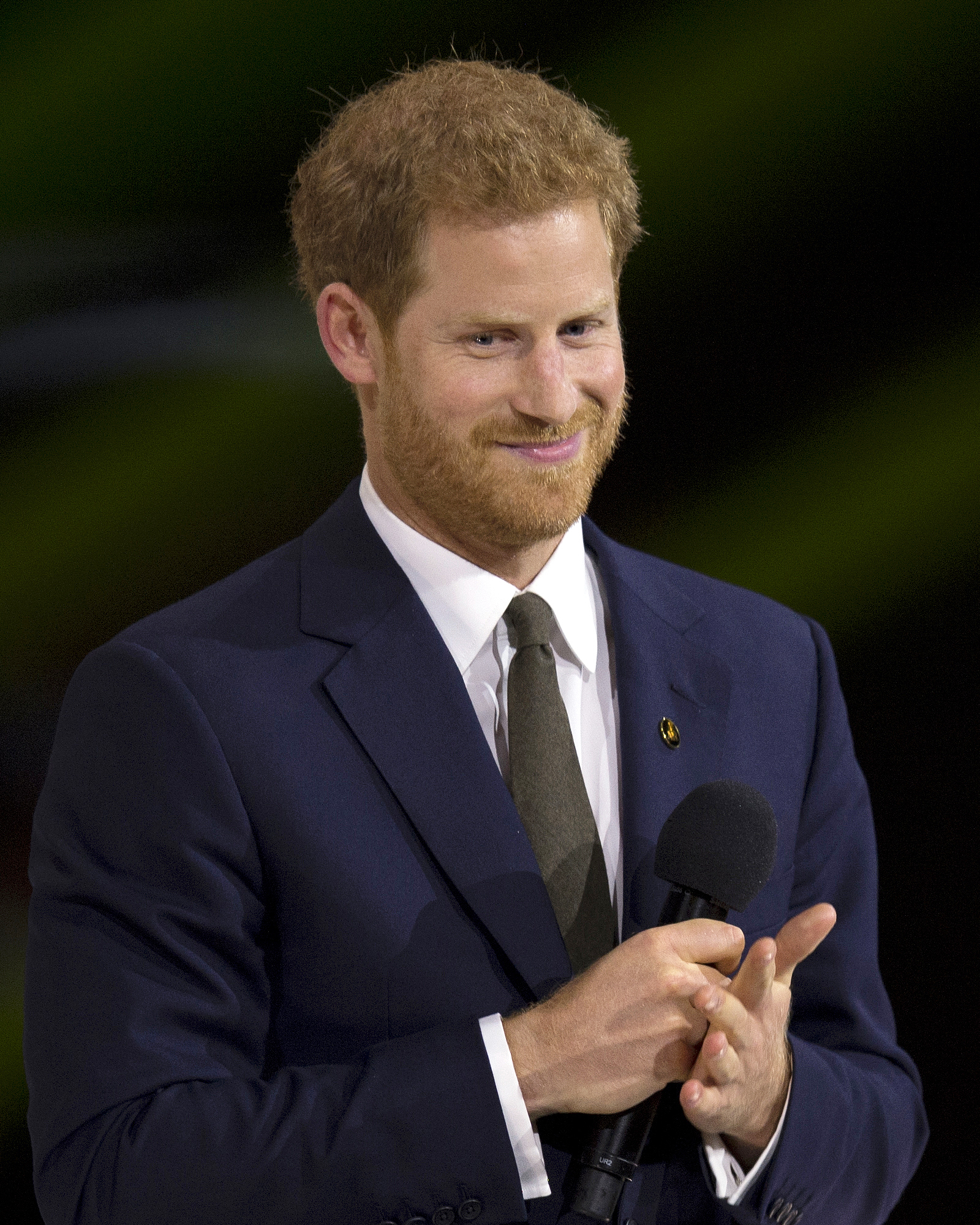
Принц Гарри, герцог Сассекский, первый барон Килкил

Барон Килкил (англ. Baron Kilkeel) — титул пэра Соединённого королевства, учреждённый 19 мая 2018 года королевой Елизаветой II в качестве дополнительного титула для своего внука — принца Гарри, герцога Сассекского, по случаю его брака с Меган Маркл. Согласно установившейся в Великобритании традиции, мужчины — члены королевской семьи получают от монарха по крайней мере один титул в день своей свадьбы. В тот же день принц Гарри также был удостоен титулов герцога Сассекского и графа Дамбартона.
Титул получил название в честь небольшого рыбацкого порта Килкил с населением 6887 человек, в графстве Даун Северной Ирландии. До 2018 года не существовало пэрских титулов, связанных с Килкилом. Город Килкил (от ирл. Cill Chaoil, что означает «узкая церковь») лежит в пределах исторического баронства Морн. В средние века считалось, что это центр власти ирландского племени Мугдорна. Город расположен недалеко от гор Морн и используется в качестве базы для рыболовного флота. Баронство Килкил было создано, чтобы принц Гарри, как потенциально возможный наследник британского престола, мог носить дворянский титул североирландской территории. Название титула обсуждалось Елизаветой II и принцем Гарри в приватных беседах, но окончательное решение было принято королевой самостоятельно. После капитального ремонта здание Морн Парк Хаус поместья Килкил было оценено в более чем 10 миллионов фунтов стерлингов в 2008 году и занимает более 160 акров; на его территории расположены два домика, два коттеджа, конюшни и старое здание прачечной; поместье не является собственностью обладателя титула.

## Барон Килкил (2018)
- Принц Гарри, герцог Сассекский, граф Дамбартон, барон Килкил (род. 1984).